# Federico Baccomo
Federico Baccomo (Milano, 13 agosto 1978) è uno scrittore, sceneggiatore e autore televisivo italiano.

## Biografia
Nato a Milano nel 1978, si laurea in Giurisprudenza all'Università Statale nel 2001 e, dopo la pratica forense e l'abilitazione di avvocato, entra in uno studio legale internazionale. Nel 2007 abbandona lo studio e apre un blog nel quale, con lo pseudonimo di Duchesne, inizia a raccontare in chiave ironica aneddoti e retroscena del mondo professionale milanese.
Nel 2009 esce il suo primo romanzo, Studio illegale, che racconta la storia di un giovane avvocato milanese in crisi. Il libro è un caso letterario da cui, nel 2013, viene tratto il film omonimo, diretto da Umberto Carteni e interpretato da Fabio Volo, Zoé Félix ed Ennio Fantastichini.
Nel 2011 esce il suo secondo romanzo La gente che sta bene, che racconta il mondo degli studi legali d'affari dalla prospettiva, questa volta, dell'ex capo del protagonista di Studio illegale, un importante equity partner di uno studio legale internazionale. Il romanzo è stato portato sugli schermi nel 2014 dal regista Francesco Patierno; nel cast, tra gli altri, figurano Claudio Bisio, Margherita Buy e Diego Abatantuono.
Nel 2014 esce il suo terzo romanzo, Peep Show, in cui Baccomo esce dalle legal story e affronta il mondo dello spettacolo: il protagonista è un ex vincitore del Grande Fratello che cade nel dimenticatoio ed entra in una grave crisi di identità. Il romanzo ha vinto la 20ª edizione del Premio Frignano.
Nel 2015 esce per Giunti Woody, il suo quarto romanzo, il cui protagonista è un cane che racconta i fatti in prima persona. 
Nel 2019 pubblica Ma tu sei felice? e nel 2021 il romanzo fiction-storico Cosa c'è da ridere? ambientato nella Germania degli anni della seconda guerra mondiale.
Ha scritto, tra gli altri, per GQ, Vanity Fair e Il Venerdì di Repubblica.
Ha vinto il Nastro d'argento per la sceneggiatura di Call My Agent - Italia nel 2023 e nel 2024.

## Opere
- Studio illegale (2009)
- La gente che sta bene (2011)
- Peep show (2014)
- Woody (2015)
- Anna sta mentendo (2017)
- Ma tu sei felice? (2019)
- Cosa c'è da ridere (2021)
- Sull'isola (2023)
- Le sorelle di Lisistrata (2025)

## Filmografia

### Cinema
- Studio illegale, regia di Umberto Carteni (2013)
- La gente che sta bene, regia di Francesco Patierno (2014)
- Abbi fede, regia di Giorgio Pasotti (2020)
- Improvvisamente Natale, regia di Francesco Patierno (2022)
- Improvvisamente a Natale mi sposo, regia di Francesco Patierno (2023)

### Televisione
- The Comedians – serie TV (2017)
- Studio Battaglia – serie TV, episodi 1x05-2x02-2x05 (2022-2024)
- Call my agent - Italia – serie TV, episodio 1x04-1x05-2x02-2x05-2x06 (2023-2024)

## Programmi TV
- Adrian Live - Questa è la storia... – varietà (2019)
- Lui è peggio di me – talk show (2021)
- #Maestri – tutoriale (2021)
- Via dei Matti Picture Show – varietà musicale (2022)
- Via dei Matti nº0 – varietà musicale (2022)
- Danza con me –  danza (2023)
- Viva la danza – danza (2024)

## Teatrografia
- Ma tu sei felice?, con Claudio Bisio e Gigio Alberti (2020)
- La favola mia, con Giorgio Panariello (2022)